# Castello di Roncade
Het Castello di Roncade is een Venetiaans, 15e-eeuws kasteel buiten de Italiaanse stad Treviso.

## Het kasteel
In de 15e eeuw begon Girolamo Giustinian met de bouw van een kasteel op de fundamenten van een gebouw dat er al sinds de 9e eeuw moet hebben gestaan. Het kasteel is eeuwenlang eigendom geweest van Venetiaanse dogen en is gebouwd in prepalladiaanse stijl.
Het terrein is bijna vierkant en ommuurd. Bij de entree staan wachttorens, op de hoeken van de muren staan torens waarin enkele gastenkamers zijn gemaakt. 

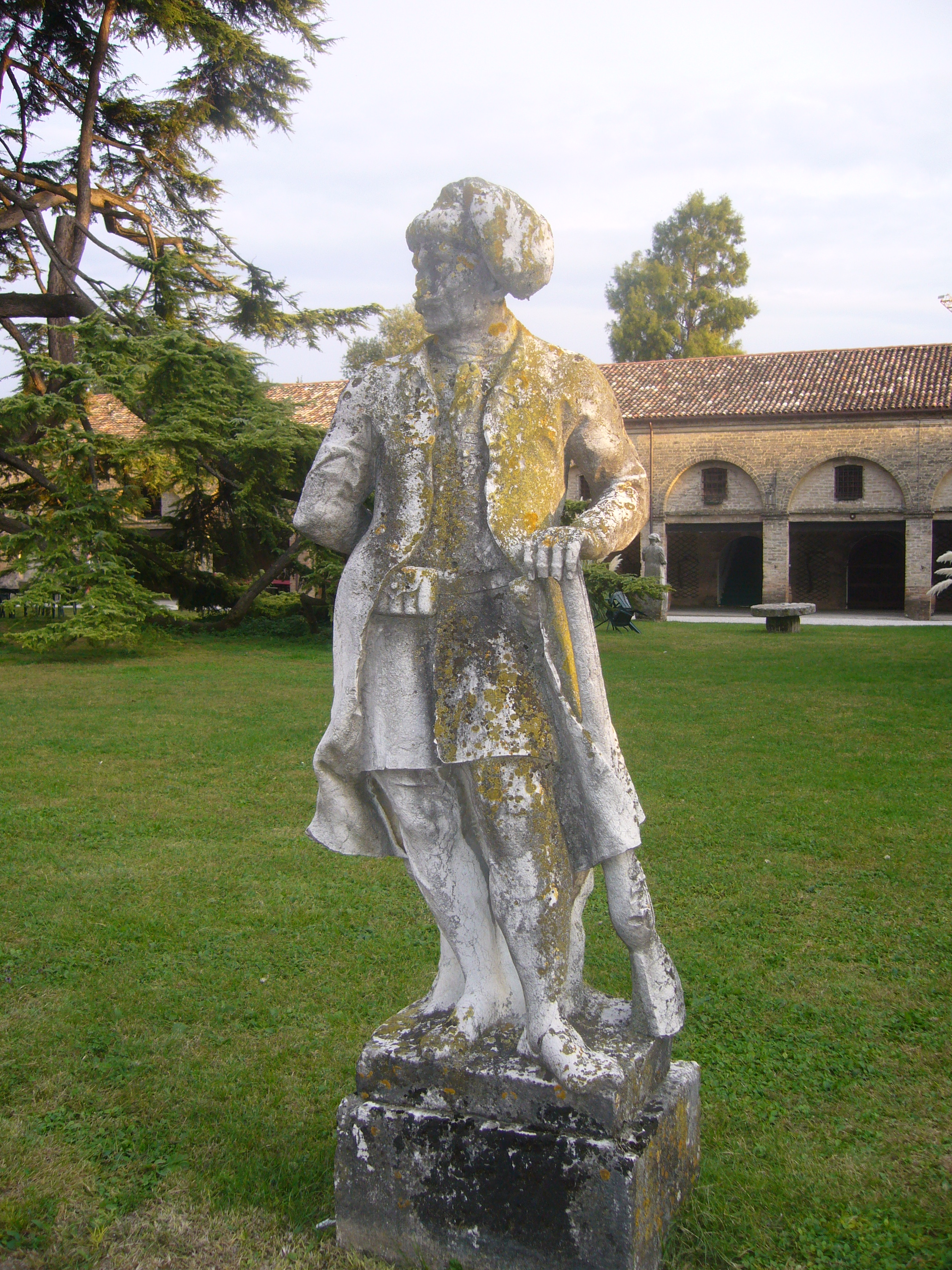

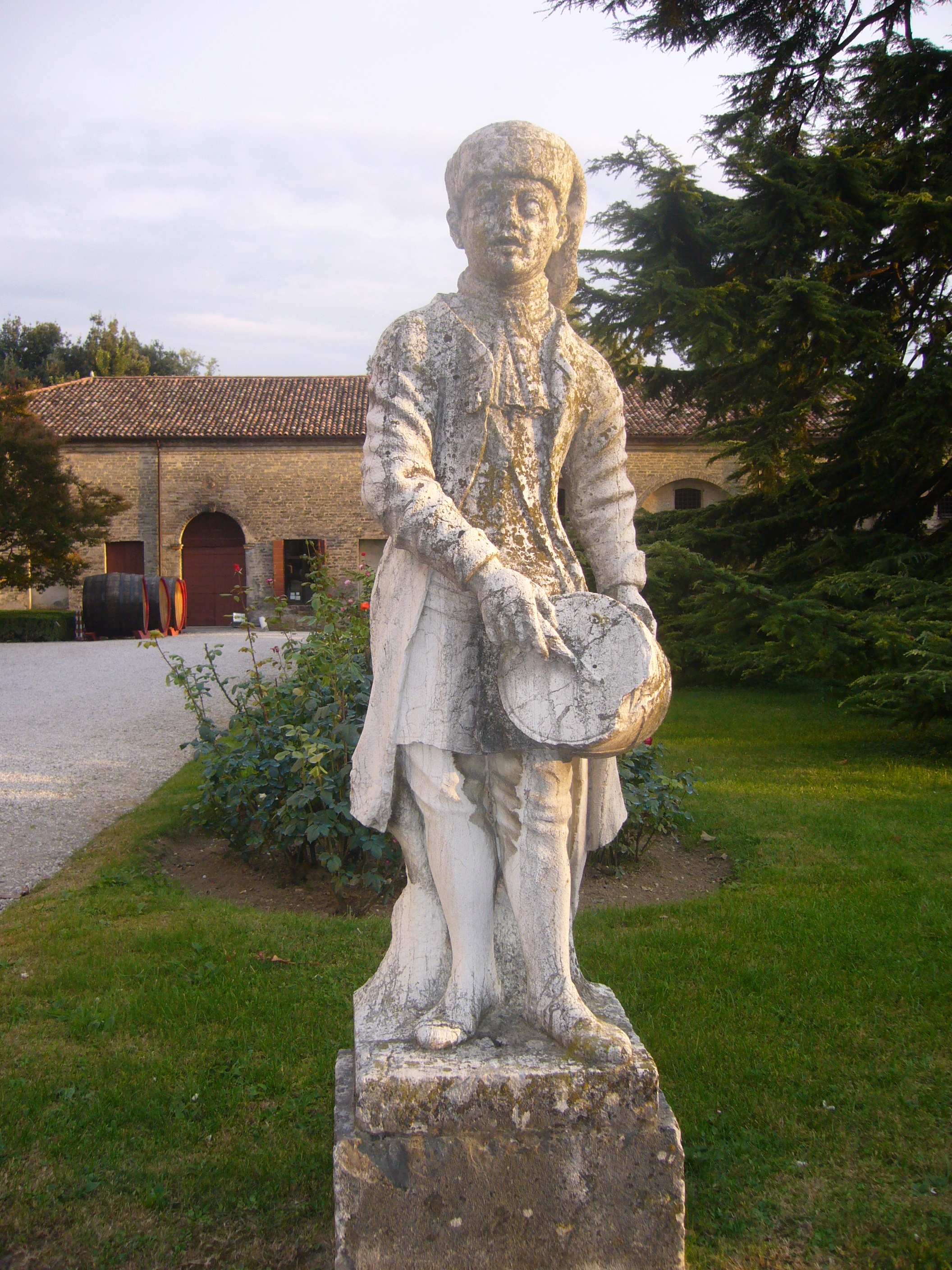

Naast het huis staat een kapel. Het kasteel wordt door eigenaar Baron Vincenzo Ciani Bassetti en zijn gezin bewoond. Zijn grootvader kocht het kasteel in 1930.

## De tuin
In de omsloten tuin staat 4 bomen, waarvan de leeftijd geschat wordt op ruim 300 jaar. Langs de paden staan dertig beelden van Schiavoni. Volgens overlevering zijn het de Servische soldaten die het kasteel moesten verdedigen tijdens de afwezigheid van Girolamo Giustiniani. Buiten de muren is enkele eeuwen geleden een park aangelegd.

## Wijn
Naast het hoofdgebouw staan twee bijgebouwen, 1waar wijn werd gemaakt, tegenwoordig is dat op een andere plek.en één kelder waar de wijn minimaal acht maanden wordt opgeslagen in oude fusten. In een van de bijgebouwen worden wijnproeverijen georganiseerd. Roncade produceert rode wijn, witte wijn, rosé en spumanti.
Sinds dit jaar is er ook een grappa gebotteld.

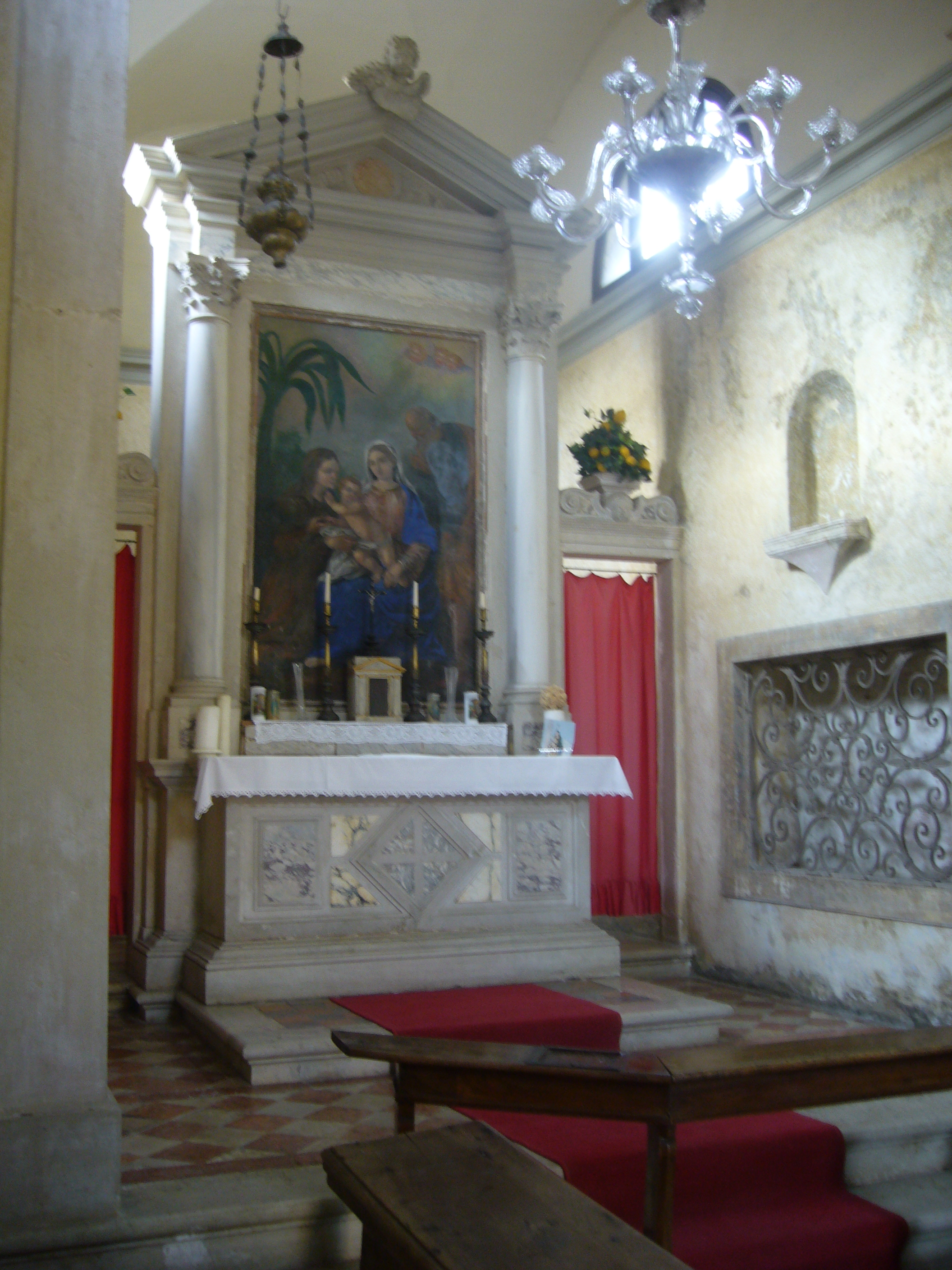
Kapel
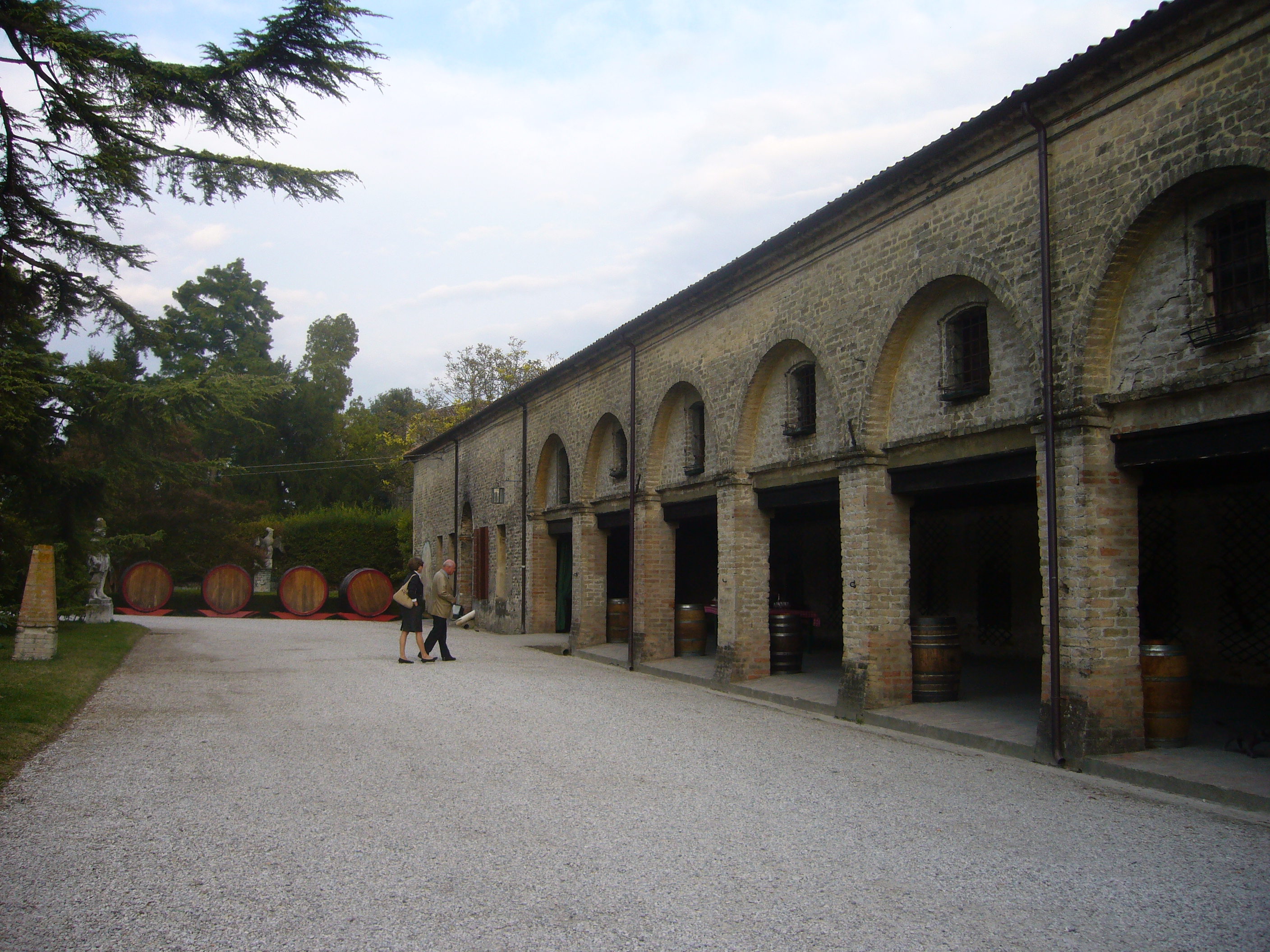
Bijgebouw